# Ken Annakin

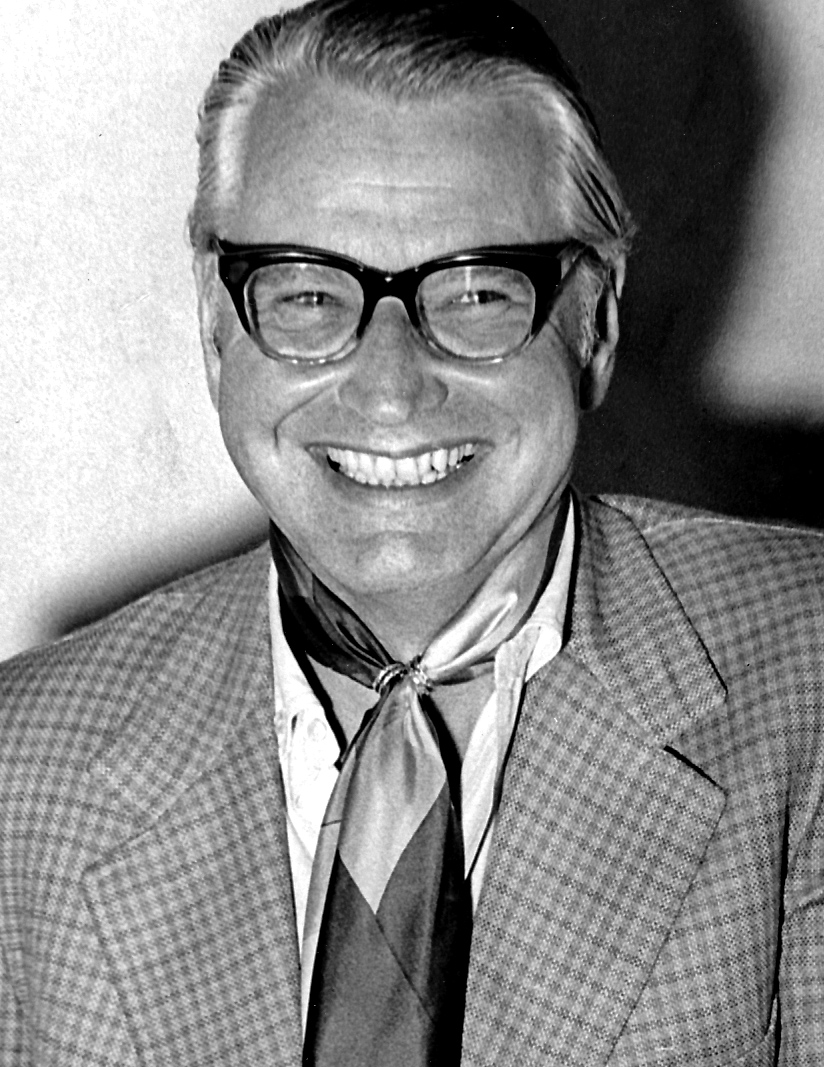
Ken Annakin, 1969

Ken Annakin, OBE (gebürtig: Kenneth Cooper Annakin; * 10. August 1914 in Beverley, East Riding of Yorkshire; † 22. April 2009 in Beverly Hills, Kalifornien) war ein britischer Filmregisseur und Drehbuchautor.

## Leben
Ken Annakin reiste nach der Schule in den 1930er-Jahren nach Australien, Neuseeland und in die USA, wo er sich mit Gelegenheitsjobs durchs Leben schlug. Nach seiner Rückkehr verkaufte er in England Versicherungen und Autos. Im Zweiten Weltkrieg diente er als Flugzeugmechaniker bei der Royal Air Force und wurde während eines Luftangriffs auf Liverpool verwundet. Anschließend arbeitete er als Kameramann für britische Dokumentarfilme, die als Trainingsfilme und Anwerbungsfilme für die RAF sowie als Dokumentationen für den britischen Geheimdienst verwendet wurden. Während der Arbeit an einem dieser Filme lernte er 1942 den Regisseur Carol Reed kennen, der ihm eine Stelle als Assistent anbot.
Als Regisseur drehte er zunächst weiterhin Dokumentarfilme und gab sein Spielfilmdebüt 1948 mit Miranda, in dem Glynis Johns eine Meerjungfrau spielte. Nach dem großen Erfolg dieser Fantasy-Komödie ging es mit Annakins Karriere gut voran. Sie erhielt einen weiteren Schub durch seine Zusammenarbeit mit Walt Disney, der ihn beginnend mit Robin Hood und seine tollkühnen Gesellen mit der Inszenierung einiger seiner Spielfilme betraute. Es folgten für Disney der Historienfilm Eine Prinzessin verliebt sich (wiederum mit Glynis Johns in der Titelrolle), Der dritte Mann im Berg und der sehr aufwendig produzierte Dschungel der 1000 Gefahren. Vor allem letzterer erlangte anhaltende Popularität.
Danach inszenierte Annakin noch weitere Großproduktionen wie Der längste Tag (als einer von dreien), Die tollkühnen Männer in ihren fliegenden Kisten – einer seiner größten Kinoerfolge, für den er zusammen mit Jack Davies auch eine „Oscar“-Nominierung für das „Beste Originaldrehbuch“ erhielt – sowie Die letzte Schlacht. Danach hatte er den Zenit seiner Karriere überschritten und drehte weniger erfolgreiche Filme, bei denen es sich zumeist um internationale Co-Produktionen handelte. Für den missratenen Pirate Movie erhielt er 1983 sogar die berüchtigte „Goldene Himbeere“ als „schlechtester Regisseur“ (zusammen mit Terence Young, der ihn für Inchon erhielt). Annakins letzter Kinofilm war 1988 der an Astrid Lindgrens Roman Pippi Langstrumpf angelehnte Pippi Langstrumpfs neueste Streiche.
Die Disney-Studios ernannten Ken Annakin 2002 zur „Disney-Legende“. Im selben Jahr verlieh ihm Königin Elisabeth II. den Titel eines Officer of the Order of the British Empire (OBE) in Anerkennung seiner Verdienste um das Schauspiel. George Lucas nannte die Figur des „Anakin Skywalker“ in den Star-Wars-Filmen nach ihm.
Von 1960 bis zu seinem Tod war er mit der Malerin Pauline Annakin verheiratet. Sie haben eine Tochter namens Deborah Annakin Peters. Annakin starb im April 2009 an den Folgen eines Schlaganfalls.

## Filmografie (Auswahl)
- 1947: Viel Vergnügen (Holiday Camp)
- 1948: Miranda
- 1948: Notlandung (Broken Journey)
- 1948: Quartett (Quartet) – Regie der 4. Episode
- 1949: Landfall
- 1950: So ist das Leben (Trio) – Regie der 1. und 3. Episode
- 1951: Hotel Sahara
- 1952: Robin Hood und seine tollkühnen Gesellen (The Story of Robin Hood and His Merrie Men)
- 1952: Weiße Frau im Dschungel (The Planter’s Wife)
- 1953: Eine Prinzessin verliebt sich (The Sword and the Rose)
- 1954: Dämonen der Südsee (The Seekers)
- 1954: Endstation Harem (You Know What Sailors Are)
- 1955: Lieber reich, aber glücklich (Value for Money)
- 1956: Drei Mann in einem Boot (Three Men in a Boat)
- 1956: Heirate nie in Monte Carlo (Losers Take all)
- 1957: Die Brücke der Vergeltung (Across the Bridge)
- 1958: Velaba ruft (Nor the Moon by Night)
- 1959: Der dritte Mann im Berg (Third Man on the Mountain)
- 1960: Dschungel der 1000 Gefahren (The Swiss Family Robinson)
- 1961: Platz nehmen zum Sterben (The Hellions)
- 1962: O Darling – was für ein Verkehr (The Fast Lady)
- 1962: Polizeispitzel X 2 (The Informers)
- 1962: So ein Gauner hat’s nicht leicht (Crooks Anonymous)
- 1962: Der längste Tag (The Longest Day)
- 1965: Die tollkühnen Männer in ihren fliegenden Kisten (Those Magnificent Men in Their Flying Machines)
- 1965: Die letzte Schlacht (Battle of the Bulge)
- 1966: Die Platinbande (The Biggest Bundle of Them All)
- 1967: Der Kampf (The Long Duel)
- 1969: Monte Carlo Rallye (Monte Carlo or Bust!)
- 1972: Ruf der Wildnis (The Call of the Wild)
- 1974: Papier Tiger (Paper Tiger)
- 1978: Der Pirat (The Pirate)
- 1979: Das Geheimnis der eisernen Maske (The 5th Musketeer)
- 1982: Pirate Movie (The Pirate Movie)
- 1988: Pippi Langstrumpfs neueste Streiche (The New Adventures of Pippi Longstocking)